# Landigou
Landigou est une commune française, située dans le département de l'Orne en région Normandie, peuplée de 432 habitants (les Landigulfiens).

## Géographie
Landigou est située à 8 km de Flers.
| Ronfeugerai                                  | La Carneille | La Carneille, Durcet |
| La Selle-la-Forge                            | Landigou     | Durcet               |
| Messei (sur une centaine de mètres), Échalou | Échalou      | Bellou-en-Houlme     |

### Hydrographie
La commune est traversée par la ligne de partage des eaux entre les bassins hydrographiques Seine-Normandie et Loire-Bretagne. Elle est drainée par la Gine, la Vere, le cours d'eau 02 des Essarts, le cours d'eau 04 des Landes et divers autres petits cours d'eau,.
La Gine, d'une longueur de 11 km, prend sa source dans la commune de Durcet et se jette  dans la Rouvre à Athis-Val de Rouvre, après avoir traversé quatre communes. 

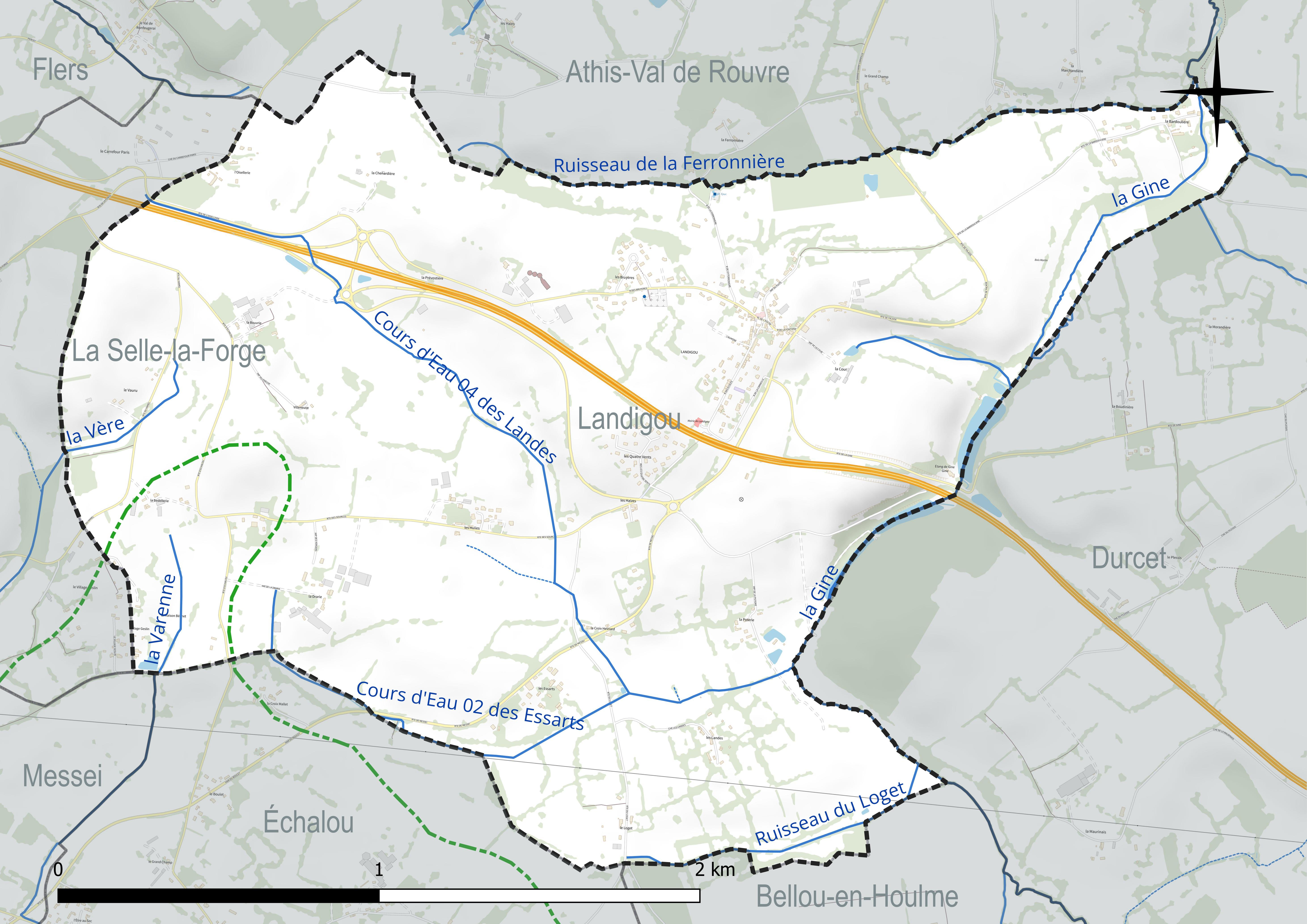
Réseau hydrographique de Landigou.

La Vère, d'une longueur de 25 km, prend sa source dans la commune  et se jette  dans le Noireau à Saint-Pierre-du-Regard, après avoir traversé douze communes. 

### Climat
Pour des articles plus généraux, voir Climat de la Normandie et Climat de l'Orne.
En 2010, le climat de la commune est de type climat océanique altéré, selon une étude du CNRS s'appuyant sur une série de données couvrant la période 1971-2000. En 2020, Météo-France publie une typologie des climats de la France métropolitaine dans laquelle la commune est exposée à un climat océanique et est dans la région climatique Normandie (Cotentin, Orne), caractérisée par une pluviométrie relativement élevée (850 mm/a) et un été frais (15,5 °C) et venté. Parallèlement le GIEC normand, un groupe régional d’experts sur le climat, différencie quant à lui, dans une étude de 2020, trois grands types de climats pour la région Normandie, nuancés à une échelle plus fine par les facteurs géographiques locaux. La commune est, selon ce zonage, exposée à un « climat contrasté des collines », correspondant au Bocage normand, bien arrosé, voire très arrosé sur les reliefs les plus exposés au flux d’ouest, et frais en raison de l’altitude.
Pour la période 1971-2000, la température annuelle moyenne est de 10,3 °C, avec une amplitude thermique annuelle de 13,4 °C. Le cumul annuel moyen de précipitations est de 938 mm, avec 13,6 jours de précipitations en janvier et 8,2 jours en juillet. Pour la période 1991-2020, la température moyenne annuelle observée sur la station météorologique la plus proche, située sur la commune d'Athis-Val de Rouvre à 7 km à vol d'oiseau, est de 10,6 °C et le cumul annuel moyen de précipitations est de 944,7 mm,. Pour l'avenir, les paramètres climatiques de la commune estimés pour 2050 selon différents scénarios d’émission de gaz à effet de serre sont consultables sur un site dédié publié par Météo-France en novembre 2022.

## Urbanisme

### Typologie
Au 1er janvier 2024, Landigou est catégorisée commune rurale à habitat dispersé, selon la nouvelle grille communale de densité à sept niveaux définie par l'Insee en 2022.
Elle est située hors unité urbaine. Par ailleurs la commune fait partie de l'aire d'attraction de Flers, dont elle est une commune de la couronne,. Cette aire, qui regroupe 38 communes, est catégorisée dans les aires de 50 000 à moins de 200 000 habitants,.

### Occupation des sols
L'occupation des sols de la commune, telle qu'elle ressort de la base de données européenne d’occupation biophysique des sols Corine Land Cover (CLC), est marquée par l'importance des territoires agricoles (91,7 % en 2018), en diminution par rapport à 1990 (98,8 %). La répartition détaillée en 2018 est la suivante : 
prairies (56,6 %), terres arables (28 %), zones urbanisées (7,1 %), zones agricoles hétérogènes (7 %), forêts (1,2 %). L'évolution de l’occupation des sols de la commune et de ses infrastructures peut être observée sur les différentes représentations cartographiques du territoire : la carte de Cassini (XVIIIe siècle), la carte d'état-major (1820-1866) et les cartes ou photos aériennes de l'IGN pour la période actuelle (1950 à aujourd'hui).

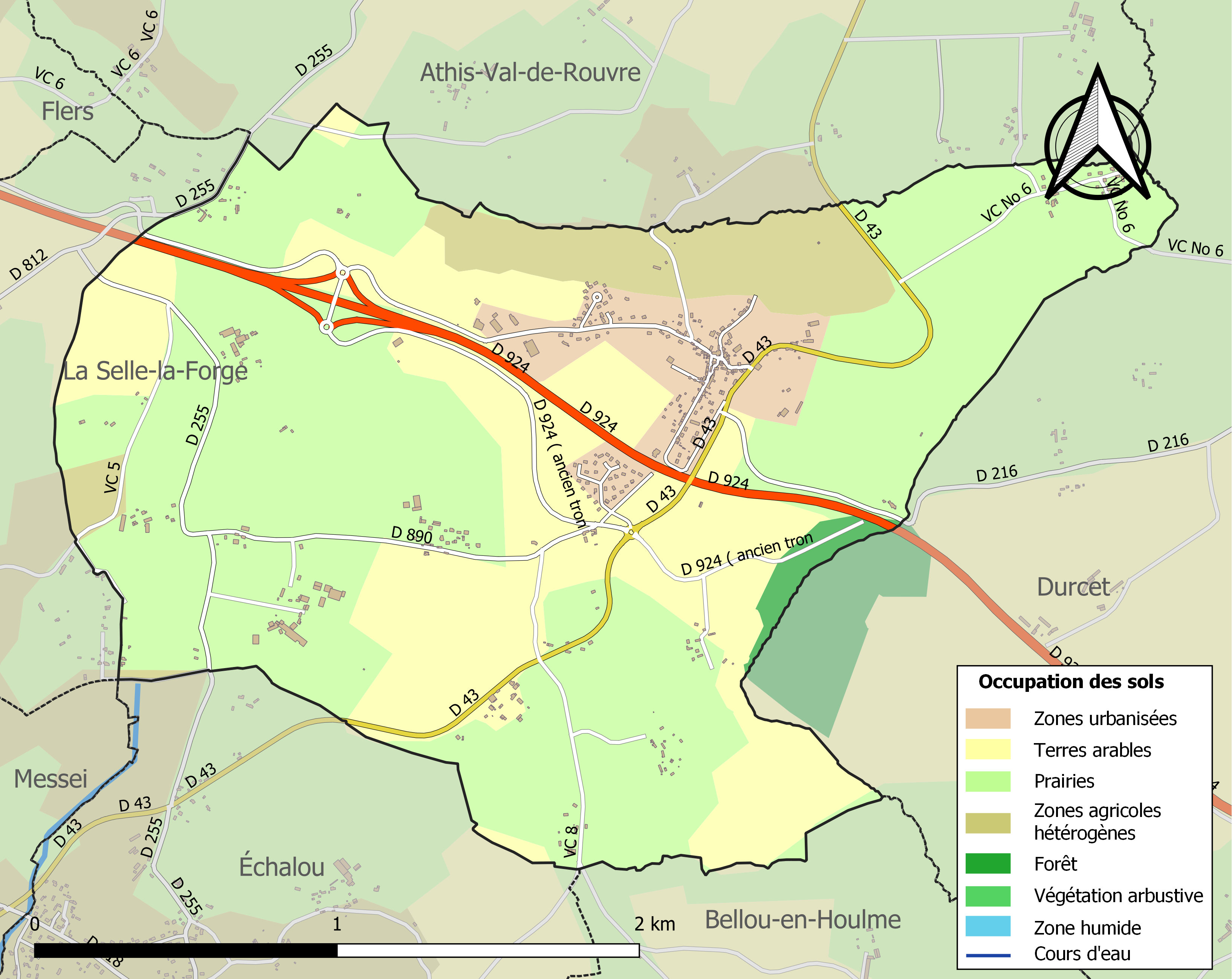
Carte des infrastructures et de l'occupation des sols de la commune en 2018 (CLC).

## Toponymie
Le nom de la localité est attesté sous la forme Landa Ingulfi et Landingof en 1180,,.
Il s'agit d'un rare toponyme normand en Lande- (français lande), dont le sens pris localement est obscur « terrain défriché, friche, terre [?] » composé avec le nom de personne vieux norrois Ingulfr (vieux danois Ingulf) qui a donné les patronymes normands Ingouf (variante Ygout),.
Il existe un type toponymique formé de manière analogue dans les environs : Landisacq (Landa Ysaac vers 1350).

## Politique et administration
| Période                                  | Période   | Identité                    | Étiquette | Qualité                    |
| ---------------------------------------- | --------- | --------------------------- | --------- | -------------------------- |
| 1830                                     | 1858      | Victor Charles Auguste Mare |           |                            |
| ?                                        | mars 2001 | Pierre Huet                 |           |                            |
| mars 2001                                | mars 2008 | Marie-Claude Lefreteur      | SE        |                            |
| mars 2008                                | En cours  | Albert Chatelais            | SE        | Retraité de la métallurgie |
| Les données manquantes sont à compléter. |           |                             |           |                            |

Le conseil municipal est composé de onze membres dont le maire et deux adjoints.

## Démographie
L'évolution du nombre d'habitants est connue à travers les recensements de la population effectués dans la commune depuis 1793. Pour les communes de moins de 10 000 habitants, une enquête de recensement portant sur toute la population est réalisée tous les cinq ans, les populations de référence des années intermédiaires étant quant à elles estimées par interpolation ou extrapolation. Pour la commune, le premier recensement exhaustif entrant dans le cadre du nouveau dispositif a été réalisé en 2008.
En 2022, la commune comptait 432 habitants, en évolution de +0,23 % par rapport à 2016 (Orne : −3,21 %, France hors Mayotte : +2,11 %).
Landigou a compté jusqu'à 861 habitants en 1851.
| 1793 | 1800 | 1806 | 1821 | 1831 | 1836 | 1841 | 1846 | 1851 |
| ---- | ---- | ---- | ---- | ---- | ---- | ---- | ---- | ---- |
| 789  | 764  | 627  | 656  | 745  | 794  | 761  | 837  | 861  |

| 1856 | 1861 | 1866 | 1872 | 1876 | 1881 | 1886 | 1891 | 1896 |
| ---- | ---- | ---- | ---- | ---- | ---- | ---- | ---- | ---- |
| 803  | 785  | 734  | 705  | 679  | 617  | 581  | 510  | 456  |

| 1901 | 1906 | 1911 | 1921 | 1926 | 1931 | 1936 | 1946 | 1954 |
| ---- | ---- | ---- | ---- | ---- | ---- | ---- | ---- | ---- |
| 388  | 349  | 325  | 264  | 254  | 253  | 262  | 270  | 299  |

| 1962 | 1968 | 1975 | 1982 | 1990 | 1999 | 2006 | 2008 | 2013 |
| ---- | ---- | ---- | ---- | ---- | ---- | ---- | ---- | ---- |
| 265  | 256  | 260  | 338  | 443  | 439  | 479  | 490  | 441  |

| 2018 | 2022 | - | - | - | - | - | - | - |
| ---- | ---- | - | - | - | - | - | - | - |
| 449  | 432  | - | - | - | - | - | - | - |

## Lieux et monuments
- Église Saint-Pierre du XIXe siècle.

## Activité et manifestations

### Sports
L'Association sportive de Landigou fait évoluer une équipe de football en division de district.